# Zabarwienie minerału
Zabarwienie minerału – właściwość barwna minerału odbierana przez obserwatora, gdy oceniany jest wygląd minerału w naturze w takiej postaci, w jakiej występuje, lub też gdy badana jest powierzchnia próbki minerału w postaci bryłki. Jest to właściwość względna, gdyż uzależniona od czynników zewnętrznych, m.in. od gładkości obserwowanej powierzchni, oraz kąta padania i stopnia rozproszenia oświetlenia, a wpływ mogą mieć na ocenę również zmiany badanej powierzchni wynikające z erozji (czego efektem mogą być nawet zmiany składu chemicznego). Taka ocena jest bardzo niedokładna i dlatego w praktyce własności barwne minerałów określa się po ich rozdrobnieniu oceniając wtedy barwę minerału.